# Правенець
Правенець (словац. Pravenec) — село, громада округу Пр'євідза, Тренчинський край. Кадастрова площа громади — 10.79 км².
Населення 1306 осіб (станом на 31 грудня 2020 року).

## Історія
Правенець згадується 1267 року.

## Населення
| Рік:            | 1994. | 2004.   | 2014.    | 2024.   |
| --------------- | ----- | ------- | -------- | ------- |
| Кількість осіб: | 1211  | 1178    | 1327     | 1283    |
| Різниця:        |       | -2,72 % | +12,64 % | -3,31 % |

| Рік:            | 2023. | 2024.   |
| --------------- | ----- | ------- |
| Кількість осіб: | 1295  | 1283    |
| Різниця:        |       | -0,92 % |